# Maturahu
Maturahu est une île d'Estonie.